# Problemes amb el timó del Boeing 737
Els problemes amb el timó del Boeing 737 provocaren diversos incidents a la dècada del 1990. En dos casos diferents, els pilots perderen el control d'avions Boeing 737 a causa d'un moviment sobtat i inesperat del timó, fet que en provocà l'estavellament i la mort de totes les persones que hi anaven a bord. Un total de 157 persones perderen la vida en aquests accidents. Un problema similar feu que els pilots perdessin temporalment el control en, com a mínim, un altre vol amb un Boeing 737 abans que s'aconseguís identificar-ne la causa amb certesa. Després d'una investigació, la Junta Nacional de Seguretat en el Transport (NTSB) conclogué que aquests accidents i incidents eren deguts a un error de disseny que podia provocar un moviment no controlat del timó de l'avió. Els problemes foren resolts després que l'NTSB identifiqués la causa de la fallada del timó i l'Administració Federal d'Aviació (FAA) ordenés arreglar tots els Boeing 737 en servei.